# Tepetlaoxtoc
Tepetlaoxtoc är en kommun i Mexiko. Den ligger i delstaten Mexiko, i den centrala delen av landet, cirka 40 kilometer nordöst om huvudstaden Mexico City. Huvudorten i kommunen är Tepetlaoxtoc de Hidalgo. 
Kommunen ingår i Mexico Citys storstadsområde och hade 27 944 invånare vid folkmätningen 2010, varav drygt 6 000 bodde i kommunhuvudorten. Andra större orter är Santo Tomás Apipilhuasco och Concepción Jolalpan. Arean för kommunen är 178,37 kvadratkilometer.